# Tier Mobility
Die Tier Mobility SE mit Sitz in Berlin ist ein im Jahr 2018 gegründeter E-Tretroller- und Fahrradverleiher. Das Unternehmen entwickelt, bietet an und betreibt eine digitale Plattform zum Verleih von elektrisch betriebenen Kleinfahrzeugen. Vermietet werden E-Tretroller, -Mopeds und -Fahrräder. Nach der Fusion mit Dott in Amsterdam wird der Verleih auf die Marke Dott umgestellt.

## Geschichte

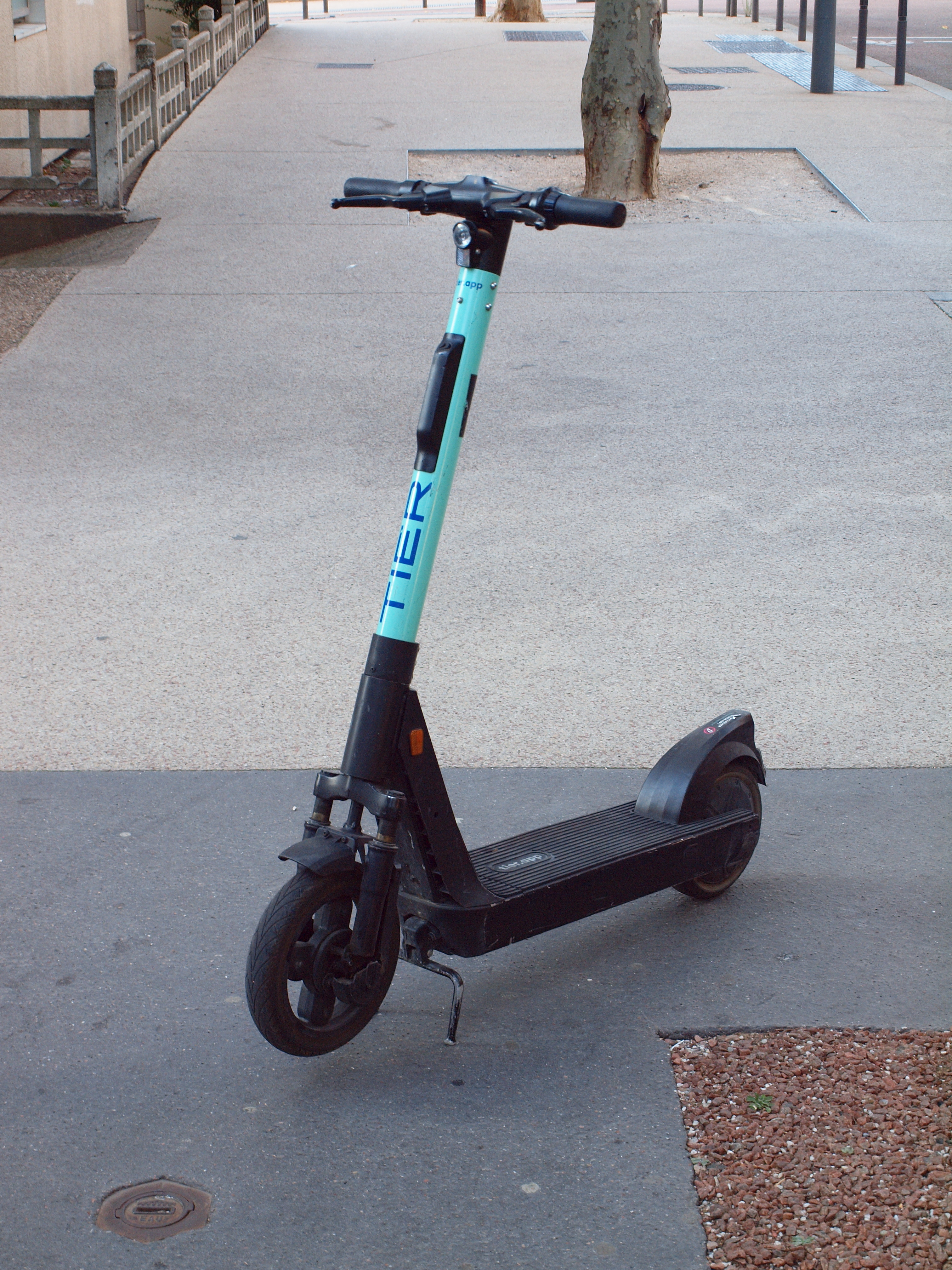
TIER eScooter in Lyon.

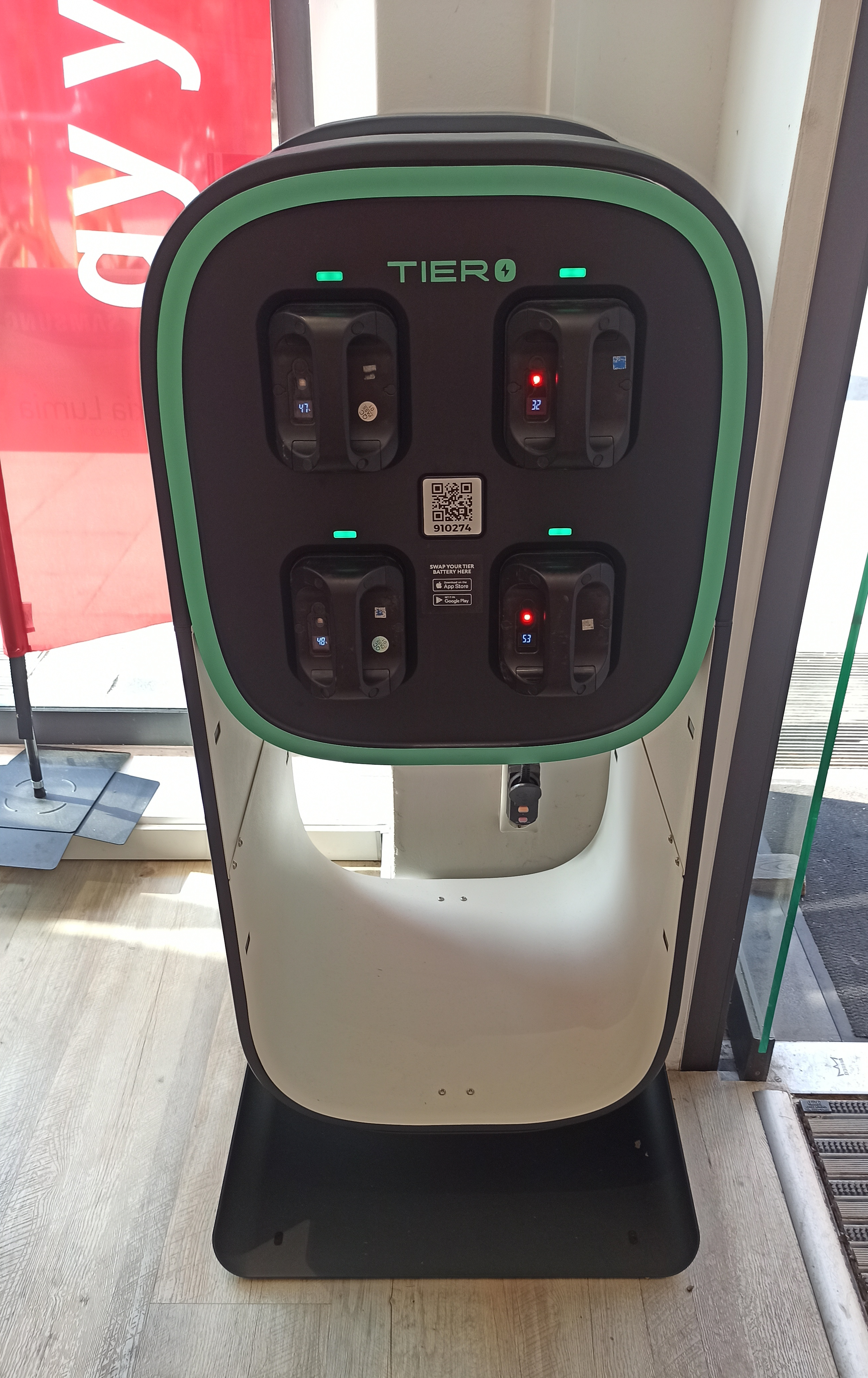
Eine PowerBox in Osnabrück

Das Unternehmen TIER Mobility GmbH wurde 2018 vom ehemaligen Rebuy-Geschäftsführer Lawrence Leuschner, Julian Blessin (Mitarbeiter von BCG-Digital Ventures) und Matthias Laug (Mitgründer und Technischer Direktor von Lieferando) gegründet. Nach eigenen Angaben erreichte das Unternehmen die beiden Meilensteine von einer Million Fahrten (April 2019) und zwei Millionen Fahrten (Juni 2019) schneller als die anderen Wettbewerber.
2021 wurde das Unternehmen in eine Europäische Aktiengesellschaft umgewandelt.
Im März 2021 erwarb TIER Spin, die E-Tretroller-Sparte des Automobilherstellers Ford.
In der Schweiz gehört TIER zu den Gründungsmitgliedern des im Dezember 2021 auf Initiative der Mobilitätsakademie gegründeten Branchenverbands Swiss Alliance for Collaborative Mobility (kurz: CHACOMO).
Im August 2022 kündigte das Unternehmen die Entlassung von rund 180 Mitarbeitern an. Zudem wurden Expansionsprojekte gestoppt und der Fokus wurde auf eine stärkere Profitabilität gelegt.
2023 wurden die Spin Scooter, bis dahin weiter von Spinny Labs Inc. betrieben, an den Konkurrenten Bird für 19 Millionen US-Dollar verkauft.
Im Januar 2024 gaben TIER und das französische Unternehmen Dott ihre Pläne bekannt, zu fusionieren. Der Deal wurde am 25. März 2024 geschlossen. Am 1. Oktober 2024 gab Tier-Dott mit Sitz in Berlin bekannt, den Markenauftritt auf „Dott“ zu vereinheitlichen. Dabei wird die Tier-App abgeschaltet und ausschließlich die IT der Dott-App weitergeführt. Die Umstellung aller Städte soll bis Frühjahr 2025 abgeschlossen sein.

## Dott
Das Unternehmen Dott wurde im Januar 2019 mit Sitz in Amsterdam gegründet. Das Geschäftsfeld war ebenso die Mikromobilität und erstreckte sich großteils über die Benelux-Länder und Frankreich. Insgesamt war die Firma in 20 Ländern vertreten.
Nach der Fusion mit Tier 2024 wurde der Name „Dott“ als bekannter eingestuft und als gemeinsame Marke weitergeführt.

## Funktionsweise
Die einmalige Registrierung erfolgt per App mit einer Handynummer, Ausleihe und Rückgabe ist ebenfalls per App möglich. Die Preise variieren von Stadt zu Stadt, bestehen aber meist aus einer Grundgebühr von einem Euro und einem Minutenpreis. Die Miete kann praktisch überall gestartet und beendet werden (-> Freefloating-Prinzip); Ausnahmen sind Geozonen, meist in Absprache mit der Stadt, an welchen Stellen Fahrzeuge nicht geparkt werden dürfen.
In regelmäßigen Abständen werden die Fahrzeuge von Servicemitarbeitern vor Ort geladen, geprüft und gewartet.

## Tochterunternehmen
Zur TIER Mobility SE gehören der US-amerikanische E-Tretroller-Anbieter Spin, die italienische Tochter des E-Tretroller-Verleihers WIND Vento Mobility, theMakery, Pushme Inc. und Fantasmo. Nextbike war von 2021 bis April 2024 Teil des Unternehmens.

## Standorte
Anfang 2022 bot Tier Mobility über ihre App seine Dienste in 160 Städten und 16 europäischen Ländern zum Verleih an, davon 67 Städte in Deutschland. Mit allen Tochterfirmen war Tier Mobility in über 520 Städten und 21 Ländern vertreten.
Nach dem Zusammenschluss mit Dott 2024 ist das gemeinsame Unternehmen in 427 Städten in Europa und dem Nahen Osten vertreten. In Deutschland ist das Unternehmen Ende 2024 in 105 Städten aktiv. Die Flotte umfasste zu dem Zeitpunkt 250.000 E-Roller und E-Räder.